# 李双江
李双江（り そうこう、1939年3月10日－）は、中華人民共和国の歌手、軍人。中国人民解放軍總政治部歌舞団歌唱家、階級は二級文職幹部（現役の少将に相当）。政府から中国国家一級演員に認定されている。

## 略歴
- 1939年3月10日、浜江省哈爾濱市（現黒竜江省）で生まれ、祖籍は山東省德州市。[1]
- 1963年、中央音楽学院声楽系を卒業。新疆軍区文工団歌手。
- 1964年、中尉に昇任。
- 1971年、中国人民解放軍總政治部歌舞団に入団。
- 1979年、中越戦争、広西省、雲南省勞軍演出。
- 2009年2月、日本公演。
- 現職中国人民解放軍芸術学院音楽系主任。中国音楽家協会理事、中国音楽家協会發展委員会副主任と表演芸術委員会委員、中国民族声楽協会副会長。中央音楽学院声楽系客座教授。シンガポール南洋芸術学院(en:Nanyang Academy of Fine Arts）客座教授。全軍高級職称評審委員会委員。第十届全国政協委員、全国政協教科文衛体委員会委員。[2]

## 作品
- 「北京頌歌」
- 「我愛五指山、我愛万泉河」
- 「紅星照我去戰鬥」
- 「再見吧！媽媽」
- 「船工号子」
- 「草原之夜」
- 「懐念戰友」
- 「想起周總理紡線線」
- 「雪花」
- 「戰士第二故郷」
- 「毛主席の恩情比山高比水長」

## 家族
李双江は、生涯に2度結婚した。
- 妻：丁英（離婚）[3]、夢鴿[4]
- 子：李賀、李天一（又名李冠豐）[5]